# Fontaine-sous-Jouy
Fontaine-sous-Jouy ist eine französische Gemeinde mit 848 Einwohnern (Stand 1. Januar 2022) im Département Eure in der Region Normandie (vor 2016 Haute-Normandie). Sie gehört zum Arrondissement Les Andelys (bis 2017 Arrondissement Évreux) und zum Kanton Pacy-sur-Eure. Die Einwohner werden Jovifontains und Jovifontaines genannt.
Die Gemeinde erhielt 2022 die Auszeichnung „Zwei Blumen“, die vom Conseil national des villes et villages fleuris (CNVVF) im Rahmen des jährlichen Wettbewerbs der blumengeschmückten Städte und Dörfer verliehen wird.

## Geografie
Fontaine-sous-Jouy liegt an der Eure, etwa zehn Kilometer nordöstlich von Évreux. Umgeben wird Fontaine-sous-Jouy von den Nachbargemeinden Saint-Vigor im Norden und Nordwesten, Autheuil-Authouillet im Norden und Nordosten, Chambray im Osten, Jouy-sur-Eure im Süden, Gauciel und Sassey im Südwesten sowie Reuilly im Westen.

## Bevölkerungsentwicklung
| Jahr                       | 1962 | 1968 | 1975 | 1982 | 1990 | 1999 | 2006 | 2018 |
| Einwohner                  | 369  | 394  | 438  | 478  | 618  | 749  | 834  | 860  |
| Quellen: Cassini und INSEE |      |      |      |      |      |      |      |      |

## Sehenswürdigkeiten
- Kirche Notre-Dame aus dem Jahre 1541

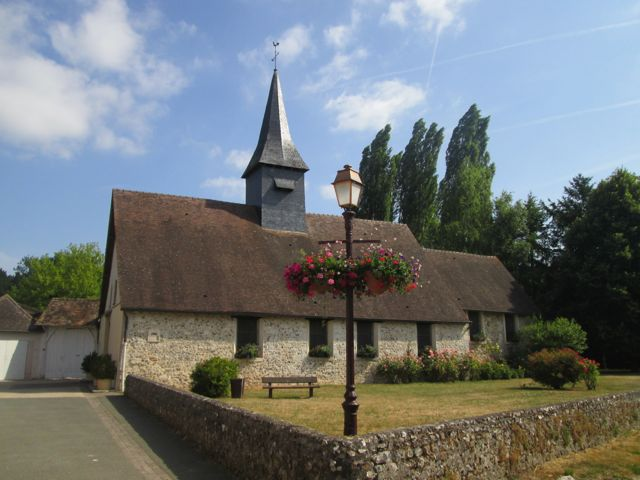
Kirche Notre-Dame